# Creazzo
Creazzo ist eine nordostitalienische Gemeinde (comune) mit 11.178 Einwohnern (Stand 31. Dezember 2023) in der Provinz Vicenza in Venetien. Die Gemeinde liegt etwa 5,5 Kilometer westsüdwestlich von Vicenza.

## Geschichte
1513 fand hier die Schlacht von Creazzo (auch Schlacht von La Motta) statt. Spanische bzw. Habsburger Truppen kämpften unter der Führung von Georg von Frundsberg und anderen gegen die Republik Venedig und errangen einen überraschenden Sieg.

## Verkehr
Durch die Gemeinde führt die Strada Regionale 11 Padana Superiore. Parallel südlich liegt die Autostrada A4. Diese ist über die Anschlussstelle Vicenza Ovest zu erreichen. Auch die Bahnstrecke von Verona nach Vicenza (als Teilstück der Strecke von Mailand nach Venedig) führt durch die Gemeinde. Die nächsten Bahnhöfe befinden sich in Vicenza bzw. in Altavilla Vicentina.

## Sport
Im Mai 2009 fand in Creazzo die BMX-Europameisterschaft statt.